# 国際記章
国際記章（こくさいきしょう）は、国際連合や、北大西洋条約機構などの国際機関が授与している記章（メダル）である。国際記章は一般的に従軍記章として授与され、戦果によって授与される事は少ない。
国際記章として認識されている記章の一覧

## 国際連合 (UN)
- UNKorea - 国連従軍記章（Koreaメダル）

1950年12月12日（朝鮮戦争時）に設けられた初の国連記章。授章対象は朝鮮戦争に参加した国連軍兵士。当初の記章名は「United Nations Service Medal」だったが、後に改称された。日本では「国連従軍記章」と呼ばれる。
- UNEF Medal - 第一次国際連合緊急軍（UNEFメダル）

- UNTSO - 国際連合休戦監視機構（Standardメダル - 以下同じ）

- UNOGIL - 国際連合レバノン監視団

- UNMOGIP - 国際連合インド・パキスタン軍事監視団

- UNOC - 国際連合コンゴ活動

- UNTEA - 国際連合暫定統治機構(UNTEA)、西イリアン国際連合保安隊(UNSF)

- UNYOM - 国際連合イエメン監視団

- UNFICYP - 国際連合キプロス平和維持軍

- UNEFME - 第二次国際連合緊急軍（なお、UNEFMEは「中東における国際連合緊急軍」の意）

- UNDOF - 国際連合兵力引き離し監視軍

- UNIFIL - 国際連合レバノン暫定駐留軍

- UNIIMOG - 国際連合イラン・イラク軍事監視団

- UNTAG - 国際連合ナミビア独立支援グループ

- ONUCA - 国際連合中米監視団

- UNIKOM - 国際連合イラク・クウェート監視団

- UNAVEM - 第一次国際連合アンゴラ検証団、第二次国際連合アンゴラ検証団、第三次国際連合アンゴラ検証団

- MINURSO - 国際連合西サハラ住民投票監視団

- ONUSAL - 国際連合エルサルバドル監視団

- UNPROFOR - 国際連合保護軍

- UNMOP - 国際連合プレヴラカ監視団

- UNTAES - 国際連合東スラヴォニア・バラニャおよび西スレム暫定統治機構

- MINUGUA - 国際連合グアテマラ人権監視団

- MINURCA - 国際連合中央アフリカ共和国ミッション

- UNMIK - 国際連合コソボ暫定行政ミッション

- UNOMSIL - 国際連合シエラレオネ監視団

- UNPREDEP - 国際連合予防展開軍

- UNMONUC - 国際連合コンゴ民主共和国ミッション

- UNMEE - 国際連合エチオピア・エリトリア派遣団

- UNSSM - en:United Nations Special Service Medal（他のメダルが無い場合に授与されるメダル）

- UNHQ - 国際連合本部ビル勤務記念（査証取得を要する90日以上の場合に限る）

- UNMIS - 国際連合スーダン派遣団

- UNPSG - 国際連合文民警察サポート・グループ

- UNTAET - 国際連合東ティモール暫定行政機構

- UNAMET - 国際連合東ティモール・ミッション

- UNMISET - 国際連合東ティモール支援団

- UNONUB - 国際連合ブルンジ活動

- UNMIT - 国際連合東ティモール統合ミッション

- UNAMID - 国際連合アフリカ連合ダルフール派遣団

- MINURCAT - 国際連合中央アフリカ・チャド・ミッション

## 北大西洋条約機構 (NATO)
- en:NATO Meritorious Service Medal（NATOへの貢献で授与されるメダル）
- ユーゴスラビア紛争

- コソボ紛争

- マケドニア紛争

- イーグル・アシスト作戦（5条任務）
アメリカ同時多発テロ事件後のアメリカにおける航空安全の確保

- アクティブ・エンデバー作戦（英語版）（5条任務）
地中海における対テロ海上警備活動

- バルカン半島におけるNATO主導の作戦
  - ジョイント・ガード作戦、ジョイント・フォージ作戦:平和安定化部隊のNATOにおける作戦名
  - ジョイント・ガーディアン作戦、ジョイント・エンタープライズ作戦:コソボ治安維持部隊のNATOにおける作戦名
  - 欠かせない収穫作戦:マケドニア共和国におけるアルバニア人の武装解除
  - アンバー・フォックス作戦（ドイツ語版）:オフリド合意による停戦の監視

- アフガニスタン紛争 (2001年-2021年)（非5条任務）

## 欧州連合 (EU)
- 西欧同盟 ミッション・メダル[1]
- ユーゴスラビアにおける欧州諸共同体監視ミッション・メダル[1]
- ユーゴスラビアにおける欧州連合監視ミッション
- 欧州即応部隊 - 欧州即応部隊サービス・メダル[2]
- 欧州警察大学校（CEPOL） - 民間犯罪対処[要出典]
- 共通安全保障防衛政策（CSDP）サービス・メダル（幕僚勤務）[1]

CSDPでは、作戦参加者が金色、幕僚勤務者は銀色になっている。
- ボスニア・ヘルツェゴビナにおける欧州連合警察ミッション(en:EUPM)によるCSDPメダル[3]
- 欧州連合部隊 コンコルディアによるCSDPメダル[3]
- アルテミス作戦（2003年6月から9月までのコンゴ治安改善の為の作戦）によるCSDPメダル[1][3]
- マケドニア旧ユーゴスラビア共和国における警察・ミッションによるCSDPメダル (EUPOL Proxima、2003年12月から2005年12月までの作戦）[3]
- 欧州連合部隊 アルテアによるCSDPメダル[1][3]
- 治安分野改革支援ミッション（EUSEC RD Congo、2005年6月より開始）によるCSDPメダル
- アフリカ連合ダルフール派遣団（AMIS）へのEU支援行動（2005年7月に開始され、UNAMIDに引き継がれた）によるCSDPメダル
- ガザ・ラファフEU国境管理支援（en:EUBAM Rafah、2005年11月より開始）によるCSDPメダル
- パレスチナEU警察ミッション（en:EUPOL COPPS、2005年11月より開始）によるCSDPメダル

- 欧州連合部隊 DR コンゴによるCSDPメダル
- アフガニスタンEU警察ミッション（2007年6月より開始）
- 欧州連合部隊 チャド・中央アフリカによるCSDPメダル
- アタランタ作戦によるCSDPメダル
- コソボにおける欧州連合・法の支配ミッション（EULEX コソボ）によるCSDPメダル
- ソマリア訓練ミッション（EUTM ソマリア、2010年5月より開始）

## 米州防衛評議会 (IADB)
- 米州防衛評議会メダル（米州機構の機関）

## アメリカ大陸空軍協力システム (SICOFAA)
SICOFAASystem of Cooperation Among the American Air Forces
アメリカ大陸空軍協力システムは意訳であり、定訳は存在しない。
- en:SICOFAA レジオン・オブ・メリット・ジェントルメン
- SICOFAA レジオン・オブ・メリット・オフィサー
- SICOFAA レジオン・オブ・メリット・グランドクロス

## シナイ半島駐留多国籍軍監視団 (MFO)
エジプト・イスラエル平和条約の調印に伴い、第二次国際連合緊急軍が撤収するにあたり、停戦の監視を実施した。
- MFOメダル
- MFO シヴィリアン・メダル
- MFO 長官賞（Director General's Award）

## 参照
1. 1 2 3 4 5  “HONOURS AND AWARDS IN THE ARMED FORCES” (pdf). JSP 761 (Ministry of Defence):  8A-10. (May 2008) 2011年7月5日閲覧。.
2. ↑  “Bulletin nr 9 Year 2009” (pdf).   European Rapid Operational Force (EUROFOR) (2009年). 2011年7月10日閲覧。
3. 1 2 3 4 5  “European Security and Defence Policy Service Medal (ESDP)”.   National Defence and the Canadian Forces (2008年4月29日). 2011年7月5日閲覧。